# كاسيو باروس
كاسيو باروس (بالبرتغالية: Cássio Alves de Barros‏) (17 يناير 1970 في البرازيل - ) هو مدرب كرة قدم ولاعب كرة قدم برازيلي في مركز الدفاع. شارك مع منتخب البرازيل تحت 23 سنة لكرة القدم ومنتخب البرازيل لكرة القدم. أما مع النوادي، فقد لعب مع جمعية بورتوغيزا الرياضية وشتوتغارت كيكرز ونادي أمريكا ونادي سانتوس ونادي غواراني ونادي غوياس ونادي فاسكو دا غاما ونادي فلومينينسي ونادي 15 نوفمبر ‏.

## وصلات خارجية
- كاسيو باروس على موقع الاتحاد الدولي (مؤرشف)  (الإنجليزية)
- كاسيو باروس على موقع قاعدة بيانات كرة القدم.إي يو (الإنجليزية)
- كاسيو باروس على موقع بيانات كرة القدم. دي إي (الألمانية)
- كاسيو باروس على موقع ناشيونال فوتبول تيمز (الإنجليزية)